# ドラゴンクエストモンスターズ2 マルタのふしぎな鍵
『ドラゴンクエストモンスターズ2 マルタのふしぎな鍵』（ドラゴンクエストモンスターズツー マルタのふしぎなかぎ、北米版タイトル : Dragon Warrior Monsters 2）は、2001年にエニックス（現スクウェア・エニックス）から発売されたゲームボーイ、ゲームボーイカラー共通ソフト。ドラゴンクエストモンスターズシリーズの第2作。
『ルカの旅立ち』（ルカのたびだち、北米版 Cobi's Journey）と『イルの冒険』（イルのぼうけん、北米版 Tara's Adventure）の2バージョンが存在する。日本では2作同時発売の予定であったが、発売直前に不具合が発見されたため『イルの冒険』のみ延期され、『ルカ』が2001年3月9日、『イル』が2001年4月12日に発売された。北米では同じ年に2バージョン同時発売された。
2002年には前作とカップリング移植されたプレイステーション用ソフト『ドラゴンクエストモンスターズ1・2 星降りの勇者と牧場の仲間たち』が発売された。2014年2月6日にはニンテンドー3DS用ソフト『ドラゴンクエストモンスターズ2 イルとルカの不思議なふしぎな鍵』が発売され、2020年にはスマートフォン用アプリ『ドラゴンクエストモンスターズ2 イルとルカの不思議な鍵SP』が配信された。

## システム
ゲーム中に登場するモンスターを育成するRPGである。前作『ドラゴンクエストモンスターズ テリーのワンダーランド』と異なり謎解きやイベントをこなす要素が含まれている。また、前作は『ドラゴンクエストVI 幻の大地』のスピンオフ作品で、同作に登場するテリーが主人公だったが、本作は本編作品とは完全に独立している。
登場モンスターは、前作に登場したモンスター全てとオリジナルのものに加えて、ドラゴンクエストシリーズ本編第1作から『VII』までに登場した一部のモンスターからなる。『ルカの旅立ち』と『イルの冒険』では、一部で登場するモンスターが若干異なっている。
戦闘や捕獲、配合といった基本システムや、一つの城を拠点にして複数の異世界で冒険をするというスタイル、通信対戦やお見合いと言った通信要素は前作のものを引き継いでいる。モンスターの系統のうち、「水系」が追加された。
また、野生値の上限が999と大幅に増加となったが、前作よりは上昇スピードは抑えられている。配合に関しては前作と仕様は同じだが、相手を選ぶ際、生まれるモンスターを確認でき、配合と孵化を同時に行えるようになった。また、自動的にセーブされなくなった。

### ふしぎなかぎ
本作では前作のような旅の扉に代わって多くの種類の「ふしぎなかぎ」が登場する。手に入れた「ふしぎなかぎ」を「かぎ鑑定士」に鑑定してもらえば、その鍵を使って扉を開け、さまざまな異世界へ行ける。鍵によって開かれる異世界はシナリオに関わるものなどの一部の例外を除いてランダム生成で、出現モンスターやアイテムも異なる。
ふしぎな鍵の名前は16種類の形容詞（きいろい、ふつうの、ゆめの、など）と56種類の名詞（スライム、けもの、やかた、など）がランダムになり896種類の中からかぎが選ばれる。形容詞は出現するモンスターのレア度を表し、名詞は出現するモンスターの種類を表す。たとえば「ふつうのスライムのかぎ」はレア度の低いスライム系のモンスターしか出ないが、「さいごのスライムのかぎ」だとレア度がとても高いスライム系のモンスターが出現する。異世界ではそのエリアを統治している、もしくはその異世界自体を統治しているモンスターを倒すことでその異世界で出現するモンスターを仲間にすることが可能。通信機能を用いて鍵を交換することもできる。
シナリオに関わるものには「ふしぎなかぎ」という表示はなく、「オアシスのかぎ」「はざまのかぎ」などの名前が最初から表示される。シナリオに関わる鍵は基本的に交換できないが、交換できるものもあり、交換することで新たなイベントが発生することもある。
一部のゲーム専門書籍では、本作のこのシステムは『ドラゴンクエストIX 星空の守り人』の「宝の地図」にも似ており、おそらくこのシステムが生かされたものであると推測されている。

### 通信要素
新たな通信要素として、2人で協力して敵と戦うモードが追加された。クリアするとその時点で生き残ったモンスターが強化されたり、モンスターの卵が手に入ったりする。
また、特定の条件を満たすことで前作の主人公テリーが登場し、前作との通信お見合いをすることができるようになる。

### ゆめみるタマゴ
ふしぎな鍵を鑑定してやって来た異世界で入手できるタマゴ。他のプレイヤーと通信交換で何度もやり取りするとモンスターが生まれるが、お互いのプレイヤーがタマゴを持っていると渡すことができない。タマゴにはアイテムをお供えでき、生まれてくるモンスターの種族や能力値が決まる。

### その他
隠し要素として、特定の条件を満たすと漫画『DRAGON QUEST -ダイの大冒険-』で登場した呪文や特技を使用できる。また、公式イベントや攻略本のキャンペーンとして、通常のゲーム進行では入手不可能の「ラーミア」などが限定配布された。

## ストーリー
マルタの国王に招待され、家族みんなでマルタの国に引っ越したルカとイル。しかし、カメハ王子とワルぼうがふとしたことでマルタのへそを壊してしまい、国が水没の危機に陥ってしまう。国を救うため、マルタのへその代わりとなるものを探すべく、ルカ(イルの冒険ではイル)はワルぼうから貰ったふしぎな鍵で異世界へと旅立った。

## 登場人物

### マルタの国
ルカ（デフォルト名 / 変更可）
声 - 井口裕香（ライバルズエース）
本作の『ルカの旅立ち』の主人公。モンスター牧場の主の息子で、イルの兄。イルと共に王に招待されて島国「マルタの国」（前作でライバルの国であった）を訪れた。マルタの島を沈下から救うため、壊されてしまった「マルタのへそ」の代わりになるものを探すために異世界を旅する。イルが主人公の場合は牧場でモンスターの世話をする。
イル（デフォルト名 / 変更可）
声 - 井口裕香（ライバルズエース）
本作の『イルの冒険』の主人公。モンスター牧場の主の娘で、ルカの妹。ルカが主人公の場合は牧場でモンスターの世話をする。イルが主人公の時の作中の活躍はルカとほぼ同じ。
ルカ・イルの父
マルタ王に招待された、牧場の経営者。事情をあまり深く訪ねるような事はせず、モンスターマスターの道を歩み始めたルカ・イルを応援している。
ルカ・イルの母
ルカたちと共にマルタの国に引っ越してきた、穏和な女性。いつもマイペースで、マルタの国が沈没の危機に陥っても「簡単には沈まないわよ」と全く動じていなかった模様(尤も、国民の大半が沈没を信用していなかったが)。ルカ・イルにお使いを頼むが、頼まれた時点では入手が困難なアイテムを指定する場合もある。
カメハ
マルタの国のイタズラ好きな王子。「マルタのへそ」が壊れる原因を引き起こし、これによってマルタの島は沈下の危機に面した。道中の異世界にもたびたび登場する。クリア後はモンスターマスターとなり、ルカ・イルをライバル視するようになる。天空の世界では「光のオーブ」の力を使い魔王に成り代わって、「マルタのへそ」の代わりになりそうな品を魔物たちに集めさせていた。
ワルぼう
マルタの国の精霊で、わたぼうと似た姿をしている。本作ではカメハとともにいたずらを繰り返している。「マルタのへそ」が壊れてしまったため、自分がその穴に入り込むことで時間稼ぎをし、ルカとイルに代わりとなる道具探しを頼む(当初は「道具探しをしてくれるマスターを探してきてくれ」と二人に頼んでいたが、日頃の行いのせいか、誰も島が危機に陥っている事を信じてくれなかった)。「テリーのワンダーランド」では憎まれ役の印象が強かったが、今作ではマルタの国の住人となったルカ・イルに対しても何だかんだ言いながら助力してくれるあたり、マルタの国の住人に対しては優しい一面も窺える。また、ドークや狭間の闇の王などマルタの国の外で悪行を行っている者達の事も知っている。
マルタ国王
マルタの国を治めている人物。息子のカメハには手を焼いているものの、一人息子であるためにあまり厳しい事は言わない模様。
テリー
前作の主人公。タイジュの国の代表であり、ストーリー中盤にてマルタの格闘場にゲストとして登場。強力なモンスターを操る（その際、デュランやわたぼうなど、テリーにかかわりの深いモンスターを使う）。言葉遣いは『ドラゴンクエストVI』の頃とほぼ同一になっている。一定数以上のモンスターを仲間にした後で行える彼との対戦に勝利すると、前作のカートリッジとお見合いが可能になる。
ミレーユ
テリーの姉。元マルタの国の代表であり、弟同様にマルタの格闘場にゲストとして登場する。マルタの住人の中には、彼女が星降りの大会に出たことを覚えている者もいる。旅人の世界のミアゲンの町に滞在しており、住民の宝物を奪う犯人を探しているが、仲間モンスターが負傷してしまい主人公に犯人の討伐を依頼する。
メダルおじいさん
ちいさなメダルを集めている人物。ストーリークリア後ではドークの卵さえも貰えるようになる。

### 砂漠の世界
アッシアの王（砂漠の王）
偉大であった先代王の後を継いだが、やること成すことが上手く行かず密かに心苦しく思っている。サーカス公演が縁でルカ・イルと知り合い、国内で起きている問題解決のためにより一層奔走することになる。その際に抜け道を使った事が、とある事件の原因となる失態を犯してしまい兵士達に叱責されてしまうが、後に和解してルカ・イルの助けを借り、兵士達と共に盗賊団の頭と手下達を逮捕した。
兵士曰く、先代王が持っていたものは現在の王は持っていないが、代わりに先代王には無い大らかな性格と笑顔を現在の王は持っており、国民はその笑顔に救われているとのこと。
サーカス団の団長
盗賊団に襲われて、団員が散り散りになってしまい途方に暮れていたが、モンスターマスターであるルカ・イルの助力を得て公演に成功。後に団員内に盗賊団の一味がいたことで濡れ衣を着せられて投獄されてしまう。
ビーバーン
元々は「幻の泉」に同族の仲間たちと住んでいたが盗賊団たちによって住処を追われ、カルカラ・アッシア間に流れる地下水路にダムを作って水を塞き止めてしまっていた。ルカ・イルに負けた後にアッシア王に事情を話す事で王の理解を得られ、事件解決の前約束としてダムは破壊された。事件解決後は幻の泉に戻る。後に話しかけると仲間にすることもできる。

### 水の世界
人魚の女王
人魚の国を治める女王。

### 雪と氷の国
泉の精霊
氷の世界全域を守護している精霊。3国に諍いが起こった事が原因で人々から信心が離れてしまい、力を失ってしまった。ルカ・イルの活躍により力を取り戻した後は「大空の盾」を譲り渡す。
ノースデンの王
偽者の王によって、玉座の間の地下深くに閉じ込められていた本物の王様。
ウェスターニャの王
以前は城の者の意見をろくに聞かず、カメハの発言一つで彼を牢屋に入れようとするなど横暴な性格であった。実はノースデンとの戦争を行おうとする背景には、笑顔を失った孫のユナ姫の状況を解決するための資金力を得る目的もあった。
ユナ姫
ウェスターニャの王女。明るく活発で、よく部屋の窓から外へ脱出していた。ある時を境に一切の表情を失い、彼女に笑顔を取り戻させる事に成功したものには褒章を与えるというお触れを出した。身体から離れてしまった魂はイーストリアの南東にある迷いの森に自身の素性がわからない状態で留まっており、本来の肉体の元に導く事で事件は解決した。
とある現場を目撃してしまい、何者かに呪いを掛けられて魂を抜かれていた事が判明した。
女王ヘレン
イーストリアの女王。ある頃を境に喋れなくなってしまったが、ルカ・イルの活躍で元通り喋れる様になり、さらに喋れなくなっていた原因も判明した。

### 天空の世界
ウゴール
天空の世界の大賢者で、現在は故人。種族はホエールマージ。へんげの杖を遺す。光のオーブの所有者。
ムドー
『VI』に登場したボスキャラクター。天空の世界にある魔王の城にいる。当初はムドーが城の主であるようなミスリードな展開となっており、倒すと自分が「光のオーブ」で操られている門番に過ぎないことを明かす。
カメハに忠誠を誓っており、決して自分のことを魔王と名乗らない。

### 狭間の世界
ドーク
「狭間の王」。天空の世界の魔王軍を統率している魔王でもある。物語の初期から存在は明らかにされており、ワルぼう曰く「卑劣な魔王として名高い」。人々の羨望を糧としており、相手が自らの持つ宝を欲すれば欲するほどにドークの力は増す。天空の世界で、カメハが自身の地位を利用して品物を集めていることに気づいていたが、わざと放置して珍しい品物が十分に集まったところで正体を現し、「光のオーブ」を含む全ての品物を回収した。ルカ・イルとダークマスターを相当なコレクターと評していたが、両者には違いがあると評している。
ダークマスター
ドークの配下。黒いローブに身を包んだ謎のモンスターマスター。人々が羨望する品を「狭間の王」に献上することで、強力な魔物を与えられている。主人公に敗れたため、「狭間の王」に葬られてしまった。
カプリゴン
ドークの配下。
しん・りゅうおう、ジェノシドー、アスラゾーマ、サイコピサロ
狭間の闇の王が召喚した滅びの使者。第一の使者がしん・りゅうおう、第二の使者がジェノシドー、第三の使者がアスラゾーマ、第四の使者がサイコピサロ。強さは遣わされた順で、サイコピサロが最強とされる。

## 世界観
「☆」はGB版のみに登場した地名を示す。
マルタの国
南国風の島国で、本作の冒険の拠点。城は巨大なヤシの木の中に作られている。
砂漠の世界
オアシスの鍵で行ける世界。
カルカラの村
水車小屋がある小さな村。
アッシアの町
砂漠の王が治める町。
地下水路
カルカラとアッシアを結ぶ地下水路。ビーバーンによって水がせき止められている。
幻の湖
元々はビーバーン達に住処だったが、現在は盗賊団に占領された。3DS版ではオリハルゴンの背中の上にある。

水の世界
かいぞくの鍵で行ける世界。
ヨルドの村
小さな田舎の村。
ポローニャの村
ヨルドの村の西にある村。人魚がいることで有名。
人魚の国
ポローニャの近海にある人魚達が住んでいる国。
西の岬の洞くつ
ポローニャの西にある洞窟。踊りが得意な魔物が住んでいる。
ポートリッツの港町
水の世界で一番大規模な港町。
いにしえの灯台
ポートリッツの東にある灯台。かつては月の石が収められていた。
幽霊船
かつて水の世界を荒らしまわった海賊の亡霊が彷徨う船。GB版やPS版ではクリアすると二度と入れないが、3DS版では水の世界クリア後に夜のみまた入れるようになる。
火山島の洞くつ
火山の中に広がる洞くつ。大昔の宝が隠されているという。

雪と氷の世界
氷の鍵で行ける世界。
ノースデン
北の国。鉱山で採掘された金を独占するため、ウェスターニャに宣戦布告しようとしている。
精霊の泉
雪と氷の世界を見守る精霊が住む泉。
国境の鉱山
ノースデンとウェスターニャの国境にある鉱山。金が採掘されたとの事だが、後に国境の鉱山にあった金鉱と思わしき物は、金ではなかった事が発覚した。
ノフォー
北のトンネルを抜けた先の港町。
ウェスターニャ
西の国。ユナ姫が笑わなくなったため、姫を笑わせられる人を募集している。
ウィストン
西の港町。
★マンモデウスの中
眠っている最中のマンモデウスに吸い込まれる事で入ることが可能。ここを経由しないと行けない場所がある。
まよいの森
南東に広がる薄暗い森。3DS版ではマンモデウスの中を経由しないと入れない。
イーストリア
東の国。女王の歌声によって国民が安らいでいる。
北の山
イーストリアの北東にある高い山。薬として活用できる植物が生えているという。
湖上の魔塔
湖の中心部にそびえ建つ塔。名称は3DS版で判明しており、2階以降はダルジャンの鍵で封鎖されている。

天空の世界
天空の鍵で行ける世界。幾つもの浮遊大陸で構成されており、住民は皆魔物。
フントの村
大賢者ウゴールの墓と賢者の塔を代々守っている村。
賢者の塔
フントの村にそびえ建つ塔。最上階には光のオーブが納められているが、入口は封印されている。
ペイの町
中央部の大陸の北にある町。
西の山
ヘルコンドルの巣。光り物を集めている。
ヒターノの町
中央部の大陸の南にある町。魔王軍に入るため、宝探しの話題で持ちきり。
風の塔
南西にある塔。空を飛びながら進んでいく。
小さな洞くつ
ヒターノの東にある洞窟。入口が狭く、小さい魔物でないと入れない。
死者の城
南東にある廃城。名前の通りゾンビ系のモンスターが生息している。
魔王の城
ペイの町の北の大陸にある城。魔王ムドーが治める。ヒターノの町長の家の旅の扉から入る。

狭間の世界
狭間の鍵で行ける世界。ドークの本拠地。かつては「狭間の闇の王」の拠点であり、やどりぎの世界への道が開いた頃に完全に彼の支配化に置かれる。
☆エルフの世界
エルフの森の鍵で行ける世界。エルフ達は人間を快く思わない。イルの冒険では鍵を交換しないと行けない。
☆エルフの村
南にあるエルフ達の集落。
☆エルフの森
ロルトが守っている森で、シャルの遊び場。
☆北の山
エルフを食べるために襲っている魔物、シルバーデビルの棲家。

☆こどくの世界
こどくの鍵で行ける世界。狭い雪原の中にキラーマシン2を開発している老人が一人住んでいる。ルカの旅立ちでは鍵を交換しないと行けない。
☆旅人の世界
旅人の鍵で行ける世界。
☆ミアゲンの町
扉の祠から北にある町。豊かだが、最近は魔物によって住民の宝が奪われている。
☆旅の小屋
ミアゲンから北西の泉のほとりにある小屋。最近は高額で商品を売りつける商人が滞在している。

☆力の世界
力の鍵で行ける世界。狭い草原に力の塔がそびえ建ち、1階ごとにボスと戦う。イルの冒険では鍵を交換しないと行けない。
☆惑わしの世界
惑わしの鍵で行ける世界。狭い砂漠に惑わしの塔がそびえ建つのみ。ルカの旅立ちでは鍵を交換しないと行けない。
☆魂の世界
魂の鍵で行ける世界。魂の塔がそびえ建つのみ。力、惑わしの世界をクリアし、鍵をくれた老人に話すと鍵が貰える。

## 広告
本作のCMは広末涼子がキングスライムを模した膨らんだ顔になったりメタルスライムを模したメタリックな容貌になったりする内容であった。

## 移植・リメイク

### プレイステーション版
ゲームボーイ版からの変更として、ゆめみるタマゴはPS版には登場しない。またムドーはPS版ではカメハが「光のオーブ」で化けていることになっており、ムドーは存在しない設定となっている。

### ニンテンドー3DS版
『ドラゴンクエストモンスターズ2 イルとルカの不思議なふしぎな鍵』（ドラゴンクエストモンスターズツー イルとルカのふしぎなふしぎなかぎ）は、スクウェア・エニックスより2014年2月6日発売のニンテンドー3DS用ソフト。
白地に登場モンスター達のシルエットをあしらったオリジナルデザインのニンテンドー3DS LL本体を同梱したスペシャルパックも同日発売。
前作の『テリーのワンダーランド3D』同様にグラフィックが完全3Dとなり（ただし、3D立体視はモンスターのライブラリのみになっている）、スカウトアタックやシンボルエンカウント、フィールド上や戦闘中でのパーティー入れ替えでの戦闘などのシステム、BGMは『ジョーカー』シリーズから継続されたものを採用している。『ドラゴンクエストX 目覚めし五つの種族 オンライン』のモンスターも登場。また、『ジョーカー2』から廃止されていたモンスターについてのゲーム内説明文が復活した。
エンディング後は前作から一部を除いたモンスター（本作でAランクまでのモンスター）を連れて来ることも可能、そのための専用アプリ『DQM モンスター引越しアプリ -テリーからイルとルカへ-』がエンディング後にダウンロードできる。なお3DS版でも主な入手手段がインターネット配信のモンスターが存在しており、限定配布や通信を用いないと入手できないモンスターは、図鑑の完成度には影響を及ぼさない（3DS版ではモンスターに限らず、衣装やスキル・アイテムにも限定配布要素が及んでいる）。
オンラインで利用できるコンテンツも複数用意され、『テリーのワンダーランド3D』同様にオンライン対戦や「マスターズGP」など育てたモンスターを全国規模で戦わせることができる。本作での「マスターズGP」は一部ルールが変わり、初心者と見なされたプレイヤーは勝敗問わず勝ち点が入る。その他、これまで一日全5戦だったが全3戦に短縮された。自ら操作して戦うホーム戦と自分が出場させたモンスターが他のプレイヤーのホーム戦で戦うアウェー戦から成る。

#### 新規要素
- 新たにGサイズを上回る「超Gサイズ」モンスターも登場し、4枠モンスターとなっている。
- 黄色い★マークがついた武器に特殊能力を付加して強化できるようになり、対戦中でも装備した武器が有効になる。付加出来る能力の数は★マークの数（最大3つ）と同じで、一つの武器に同一の能力を2つ以上重複させることはできない。
- ルカとイルの服装は冒険中に変更することが可能となり、着せ替えの要素もある。
- 新たに称号が登場、ゲーム中に特定の条件を満たすことで獲得できる。金・銀・銅の3種類があり、これもライブラリに記載されるが、Wi-Fi対戦でやりこみを行わないと手に入らない称号がある。
- 色違いモンスターの新たな形として『X』で採用された「転生モンスター」が登場。
- すれちがい通信により、本編クリア後のデータであればふしぎな鍵を貰うことが出来る（前作までは設定したパーティーと戦闘・スカウトできるだけだった）。またゲームクリア後、マルタの城にいるカギ錬金術師、アルッチェに素材のカギを渡し、2種類のワードを組み合わせることで有料で自作できる。カギの世界クエストをクリアすると抽選ではあるが報酬が貰える。この抽選の確率はカギのレベルやクエストでの成果によって上下し、当たらなかった場合は残念賞として素材の消費アイテムとなる。またこれとは別にインターネット通信で手に入る「プレゼントのカギ」もあり、これらはクリアすると記載のモンスターが確定で入手できる他、確率の抽選に当たればそのモンスターが特別なスキルを所持している。
- 戦闘中の進行速度を倍速にできるモードの追加。本編クリア後は最高で3倍速に出来る。ただし通信対戦では適用できない。
- 仲間にしたことのあるモンスターの中から配合の組み合わせを検索できる「らくらく配合検索」が追加された。
- エンディング後に、親と子の特性を一つ交換できたり、本来よりもサイズを大きくしたりできる「新生配合」ができるようになる。子供も+値が100以上になる組み合わせに限り、しんせいのタクトを装備させしんせいの宝珠を1個消費することによって上限値を更に引き上げ、特性を親の特性と一つだけ入れ替えられるが、子供の本来のサイズより小さくしたりモントナー以外に超ギガボディを引き継がせることはできない。また、特性の組み合わせが強力すぎる場合、マイナス特性を自動的に付与される。これに伴い前作にあった「究極配合」はなくなった。
- ゆめみるタマゴは手持ちのタマゴをお供えし、すれ違い通信で他のプレイヤーとすれ違ううちに生まれてくるモンスターの候補が増えていき、候補が10種類になるとルーレットで生まれるモンスターが決まる。タマゴの種類によってルーレットの速度が変動する。
- プレイヤーアクションとして4方向で行えるアクション、ジャンプが追加。アクションは固定で、はじめから使用可能。近くの敵シンボルを呼び寄せたり追い払ったり出来る他、ストーリーでも特定のNPCなどに対してこれを使用する場面がある。
- シンボルエンカウントを利用した演出が導入され、特定の敵シンボルが他の敵シンボルを捕食したり[注 3]、主人公が近付くと他の敵シンボルを呼び出したりといった行動をするようになった。
- 撮影画面が追加され、スクリーンショットが撮れる。撮った画像はニンテンドー3DSカメラで閲覧できる。

#### PS版以前からの変更点
上述されていない要素を主に記述する。
- ふしぎな鍵の異世界の仕様が大幅に変更され、既存の世界を部分的に切り取ったマップを冒険する事になり（PS版までは世界そのものをランダム生成していた）町やダンジョンは岩で塞がれている。
- ストーリーに関わる鍵以外は一度使用すると壊れ、時間経過（ゲーム内時間ではなく現実時間）により再生するまで再使用できない（鍵屋に料金を支払えば即再生できるが、再生までにかかる時間〈最長で22時間〉が長いほど料金は高い）。
- 宿屋の宿泊料が完全無料化。また教会が宿屋に統合される形で廃止されている。
- 海を渡る能力と空を飛ぶ能力の内容が変更された。
- 海上のBGM（「帆立貝に乗って」）が廃止され、海上でも通常のフィールドBGMが流れる。
- 氷の世界のダンジョン「イーストリア北の山」はダンジョンとしては廃止され、フィールド内の一地形として表現されている。
- 狭間の世界からフィールドマップがなくなり、ふしぎなドアをくぐると即座にドークの館の目の前に出る。
- 野生値および性格（モントナーの能力値上限に関わるもの以外）が廃止されている。

#### 登場人物の変更点
ルカ
3DS版ではイルが冒険している間にときどき普段着以外の服装に着替えていることもある。魔王城の守りをいとも簡単に突破した事で、魔王軍の一員からは「実力で魔物の王になれるのではないか?」と評されている。
イル
3DS版ではルカが冒険している間にときどき普段着以外の服装に着替えていることもある。また、3DS版では一部のモーションがルカと異なる。
ルカ・イルの父
3DS版ではジョーカーシリーズから恒例となった「スカウトQ」の出題者となる。
ルカ・イルの母
3DS版では武器強化の素材を持っているが、クリア後では最高級の素材を手に入れるためにマルタ王からの報奨金を使い果たしてしまった。
カメハ
3DS版ではドーク討伐後にドークの城から手に入れてきた宝物を国民に分け与えるが、最後に空けた宝箱が原因で「狭間の闇」を蘇らせてしまい、またしてもマルタに危機を呼び込んでしまう。狭間の闇復活後はしばらく失踪するが、狭間の闇の王を倒したあとはいつの間にか帰国しており闘技場で戦う事が可能。
ワルぼう
3DS版では昔、若気の至りで自身の像を作っていたが、それが「マルタのへそ」の代わりとなった。
マルタ国王
3DS版では『テリーのワンダーランド3D』の容姿を引き継ぎつつも、ヒゲが前作より増量しており口調も老成したものに変わっている。
3DS版では、カメハに対して厳しく言えないのは自身もイタズラ好きで嫌みたらしい過去があったからだとされている。
テリー
3DS版ではマルタの国そのものには登場しないが、すれ違い対戦で100勝ごとに出現する。
ミレーユ
3DS版では本人は登場せず名前のみである。
メダルおじいさん
3DS版では累積方式に変更され、メタル系のモンスターや衣装の型紙などが貰える。外見は『テリーのワンダーランド3D』のものとほぼ同一で、服装がアロハシャツに変更されており、遠い国からバカンスでやってきたとされている。
サーカス団の団長
3DS版では全く状況が異なり、彼自身が盗賊団の頭だったがダークマスターに約束を反故にされた挙句に見捨てられて御用となる。
戦士アモン / オリハルゴン
3DSより登場。砂漠の世界の英雄。男性の戦士。賢者ミラクレアに付き従い、仲間たちと共に狭間の闇の王と戦った。狭間の闇の王封印からしばらくの後、狭間の闇の王の再来に備えるために長き時を生きられる魔物・オリハルゴンに進んで身を変える。狭間の闇の王撃破後、オリハルゴンの身体は彼の息子が引き継いでいる。
人魚の女王
3DS版では僧侶メルナを人魚の国に招いた人物とされ、メルナの鍵を預かっている。
僧侶メルナ / リバイアさま
3DSより登場。水の世界の英雄。女性の僧侶。心優しい性格で、その笑顔は人魚たちの心をも開かせたという。賢者ミラクレアに付き従い、仲間たちと共に狭間の闇の王と戦った。狭間の闇の王封印からしばらくの後、狭間の闇の王の再来に備えるために長き時を生きられる魔物・リバイアさまに進んで身を変える。狭間の闇の王撃破後はリバイアさまの身体を別の者に引き継がせたとのこと。
泉の精霊
3DS版では3国を解放後、泉に襲来したあくましんかんを一蹴する力を見せた。
ノースデンの王
3DS版での二人称は「チミ」で、本物と偽者を選別するヒントにもなる。
女王ヘレン
3DS版ではマンモデウスを眠らせる歌を歌える。
魔法使いダルジャン / マンモデウス
3DSより登場。雪と氷の世界の英雄で、イーストリアの建国の祖（女王ヘレンは彼の一族の者）。賢者ミラクレアに付き従い、仲間たちと共に狭間の闇の王と戦った。狭間の闇の王封印からしばらくの後、狭間の闇の王の再来に備えるために長き時を生きられる魔物・マンモデウスに進んで身を変える。狭間の闇の王撃破後は彼の息子がマンモデウスの身体を引き継いでいる。
ウゴール
3DS版では光のオーブは元から彼の持ち物というわけではない事が判明した。かつて狭間の闇の王を封印した賢者ミラクレアに命じられ、大魔神像を作る。
ムドー
3DS版ではカメハが天空の世界から去った後、魔王の城およびヒターノの町を守護する立場となる。カメハには「ムドーちゃん」と呼ばれていた。
ドーク
3DS版では彼が持っていった光のオーブはカメハが用意した偽者だったため、結局回収は失敗した。
3DS版では倒されても更にパワーアップした「ネオ・ドーク」として再戦を挑んでくる。敗北すると改心し、主人公をさん付けで呼び、カメハをカメハ坊ちゃんと呼ぶなど親しい間柄となる。本人は改心したものの、その後のストーリーでもドークの配下の魔物が敵として登場する（ドークの敗北を知らず、敗北を聞かされても信じていないため）。元々は天空の世界の魔王だったが、偶然見つけた狭間の世界を拠点にし、狭間の王となった。「狭間の闇の王」の事は自身のまがい物と見下しているが、いざ闇の王を目の前にすると怯えていた。ストーリーをクリアするとマルタの格闘場に現れ、仲間になってくれる。
ダークマスター
3DS版では「狭間の王」との契約により、与えられた魔物をすべて失った時に自身も死ぬ事になっており、ルカ・イルに敗北し全ての魔物を失ったため消滅した。
カプリゴン
3DS版のオープニングの頃からミラクレアの持っている卵をしつこく狙い続けていた。ドークの敗北を聞かされても全く信じず、半ばミラクレアにけしかけられる形でルカ・イルと戦うも敗北、ドークの敗北が真実だった事を知って消えていった。
狭間の闇の王
3DSより登場。ドークの前の狭間の世界の主。「狭間の王」と呼ばれるドークに対しこちらはストーリー上では「狭間の闇」「光を奪う者」と呼ばれ恐れられる究極の存在。かつて一つだった世界をバラバラに破壊し、異世界を生み出した。賢者ミラクレアによって宝箱に封印され、その宝箱はドークが所持していたが、ドークが主人公に敗れたことでカメハが封印の箱をマルタに持ち帰り開封してしまう。復活した狭間の闇の王はドークの館を占領し、再び狭間の世界の主として君臨する。一度倒されても暴走して復活、殆ど自我を失った状態で「名もなき闇の王」として再度戦いを挑んでくる。
聖竜ミラクレア / 賢者ミラクレア
3DSより登場。3人の英雄、アモン、メルナ、ダルジャンと共に狭間の闇の王を封印した女性の賢者。その後、自らは聖竜ミラクレアに、3人の英雄はそれぞれオリハルゴン、リバイアさま、マンモデウスの3体の魔物へと姿を変え行く末を見守る。狭間の闇の王が復活した際には大魔神像を復活させて対抗する。伝説のタマゴを狙うドークの配下・カプリゴンに追われていたが、タマゴをイルとルカに託した。狭間の闇の王によってバラバラにされた世界を扉とカギによって繋いだ、いわゆる現在の世界を構築した人物でもある。
モントナー
3DSより登場。ルカとイルが引っ越し直後に牧場の敷地内を冒険していたときに出会った「聖竜ミラクレア」から託された、伝説の卵から産まれたモンスター。ゲーム開始時に容姿や性格などの設定を行うことで能力値の上限が変化する。容姿・性格ともに一括でアイテムを使い後から変更可能だが、変更のためのアイテムを入手する手段が非常に限られている。配合した場合、配合結果はモントナーで固定になる。「新生配合」で特性『超ギガボディ』を得ることができる唯一のモンスター。狭間の王を倒した後は2体目が仲間になるが、2体のモントナーを一緒に連れて行くことは出来ず必ず片方は牧場に残す事になる。
大魔神像
3DSより登場。人類の英知を結集して作られたという巨大な像で、容姿は「エスターク」とほぼ同一（建造に携わったウゴール曰く「魔物が作るとこのような禍々しい姿になってしまう」とのことで、明確にエスタークがモチーフというわけではない）。3体のぬし達が大魔神像に装着される武具となり、ミラクレアも含めて全員が合体した時に「グランエスターク」へとパワーアップする。ミラクレアのみ、一度大魔神像と合体しても再度分離が可能。

#### 世界観の変更点
マルタの国
ピラミッド
3DSより登場。アッシアの遥か東にある巨大な建造物。アモンの鍵によって出入り口は閉ざされている。

水の世界
海神の神殿
3DSより登場。ヨルドの村の東にある、孤島に立てられた神殿。メルナの鍵によって出入り口は閉ざされている。

やどりぎの世界
3DSより登場。狭間の闇に対抗しうる「究極のカギ」があるという世界。
やどりぎの塔
やどりぎの世界にそびえ立つ、高い塔。2階にはやどりぎの村があり、何代にも渡って村の外から出る事は固く禁じられていた。塔全体が「究極のカギ」である。ストーリー中におけるラストダンジョン。

### スマートフォン版
『ドラゴンクエストモンスターズ2 イルとルカの不思議な鍵SP』（ドラゴンクエストモンスターズ2 イルとルカのふしぎなカギ エスピー）は、2020年8月6日にスクウェア・エニックスより発売されたスマートフォン用（iOS/Android）ソフト。3DS版をベースに操作の最適化や「倍速モード」、「オート戦闘」、「らくらく冒険」といった新機能が追加されたほか、『ドラゴンクエストXI 過ぎ去りし時を求めて』や過去のモンスターズシリーズだけでなく、複数のナンバリング作品からの新モンスターも加えられて総勢900種類以上のモンスターが登場。

#### 本作からの変更点
上述されていない要素を主に記述する。
- 新生配合はしんせいの宝珠を消費しなくなり、モントナー以外のモンスターを超Gサイズ化できたり元のサイズより小さくする事が可能となった。
- クリア後、牧場にいるカメハ王子に不要なモンスターを渡してモンスターやアイテムを持ち帰ってもらう「カメハのふしぎな冒険隊」が追加。
- さいごのカギをクリアすると複数のクエストをこなす「まぼろしのカギ」が貰える。
- 四体配合のレシピを検索できる「らくらく四体配合検索」が追加。
- 仲間モンスターの特性を一つ強化できる「紋章」の追加。

## 関連商品

### 攻略本
ゲームボーイ版
- Vジャンプブックスゲームシリーズ ドラゴンクエストモンスターズ2 マルタのふしぎな鍵 ルカの旅立ち・イルの冒険 (ISBN 4-08-779101-7)
- ENIXベストムックライブラリー ドラゴンクエストモンスターズ2 マルタのふしぎな鍵 ルカの旅立ち・イルの冒険 公式ガイドブック上巻 ふしぎな異世界編 (ISBN 4-7575-0449-7)
- ENIXベストムックライブラリー ドラゴンクエストモンスターズ2 マルタのふしぎな鍵 ルカの旅立ち・イルの冒険 公式ガイドブック下巻 モンスター編 (ISBN 4-7575-0450-0)
- ENIXベストムックライブラリー ドラゴンクエストモンスターズ2 最強モンスターデータブック (ISBN 4-7575-0486-1)
- ENIXベストムックライブラリー 勝てる!ドラゴンクエストモンスターズ2 (ISBN 4-7575-0487-X)

ニンテンドー3DS版
- Vジャンプブックスゲームシリーズ ドラゴンクエストモンスターズ2 イルとルカの不思議なふしぎな鍵 ワールドマスターガイド（ISBN 978-4-08-779681-0）
- ドラゴンクエストモンスターズ2 イルとルカの不思議なふしぎな鍵 最強データ＋ガイドブック（ISBN 978-4-7575-4235-8）
- ドラゴンクエストモンスターズ2 イルとルカの不思議なふしぎな鍵 究極対戦ガイドブック（ISBN 978-4-7575-4236-5）

### CD
†は廃盤。
- † すぎやまこういち シンセサイザー組曲「ドラゴンクエストモンスターズ2」+オリジナル・ゲーム・ミュージック（SMEビジュアルワークス、SVWC-7075、2001年4月11日） - シンセサイザー演奏とゲーム音源を収録。
- すぎやまこういち シンセサイザー組曲「ドラゴンクエストモンスターズ2」+オリジナル・ゲーム・ミュージック（キングレコード、KICA-1475、2009年10月7日） - シンセサイザー演奏とゲーム音源を収録。